# Kati (huyện)
Kati là một huyện thuộc vùng Zanzibar South and Central, Tanzania. Thủ phủ của huyện Kati đóng tại Koani. Huyện Kati có diện tích 854 ki lô mét vuông. Đến thời điểm điều tra dân số ngày 25 tháng 8 năm 2002, huyện Kati có dân số 62391 người.